# Autostrada A2 (Słowenia)
Autostrada A2 (słoweń. Avtocesta A2) – autostrada w Słowenii długości 173 km, wybudowana w latach 1981–2011, łącząca Lublanę z granicą z Austrią (Tunel Karawanki) oraz z granicą z Chorwacją. Najważniejszy szlak komunikacyjny, spinający północno-zachodnią i południowo-wschodnią część kraju. Przejazd trasą jest płatny przy użyciu winiety.

## Trasy europejskie
Przebieg autostrady A2 pokrywa się z ciągiem tras europejskich: 
- E61 na odcinku między granicą z Austrią, a Lublaną,
- E70 na odcinku między Lublaną, a granicą z Chorwacją.

## Historia
Magistrala jest fragmentem dawnej jugosłowiańskiej autostrady „Braterstwo i Jedność”, oznaczanej numerem M1. W 1998 r. Słowenia wprowadziła nową numerację dróg, na mocy której arteria otrzymała obowiązujące do dziś oznaczenie A2. Do czasu zakończenia budowy w 2011 r., odcinki nieposiadające parametrów autostrady istniały jako droga H1.
Pierwszy odcinek drogi, Koseze – Kozarje o długości 4,7 km, oddano do użytku 12 listopada 1981. Ostatni, Peračica – Podtabor o długości 2,4 km, otwarto 28 października 2011.